# NGC 153
NGC 153 je galaksija u zviježđu Kit.

## Vanjske poveznice
- SEDS: NGC 0153